# لوكا بلفو
لوكا بلفو هو كاتب سيناريو ومخرج وممثل بلجيكي، ولد في 14 نوفمبر 1961 بنامور في بلجيكا. من الجوائز التي نالها جائزة لويس ديلوك ‏ سنة 2003.

## أعمال

### أفلام
- (2005) ميلاد مجيد[7]
- (2009) جيش الجريمة

## جوائز وترشيحات
جوائز
- جائزة لويس ديلوك [الإنجليزية]‏ (2003)

ترشيحات
- جائزة سيزار لأفضل فيلم (2010)
- جائزة سيزار لأفضل مخرج (2004)
- جائزة سيزار لأفضل مخرج (2010)
- جائزة سيزار لأفضل ممثل صاعد (1986)
- جائزة سيزر لأفضل كاتب سيناريو (2004)
- جائزة سيزار لأفضل نص مقتبس (2013)

## وصلات خارجية
- لوكا بلفو على موقع IMDb (الإنجليزية)
- لوكا بلفو على موقع ألو سيني (الفرنسية)
- لوكا بلفو على موقع أول موفي (الإنجليزية)
- لوكا بلفو على موقع قاعدة بيانات الأفلام السويدية (السويدية)
- لوكا بلفو على موقع إن إن دي بي (الإنجليزية)
- لوكا بلفو على موقع قاعدة بيانات الفيلم (الإنجليزية)
- لوكا بلفو على موقع كينوبويسك (الروسية)